# Chevincourt
Chevincourt is een gemeente in het Franse departement Oise (regio Hauts-de-France). De plaats maakt deel uit van het arrondissement Compiègne. Chevincourt telde op 1 januari 2022 782 inwoners.

## Geografie
De oppervlakte van Chevincourt bedroeg op 1 januari 2022 8,12 vierkante kilometer; de bevolkingsdichtheid was toen 96,3 inwoners per km².

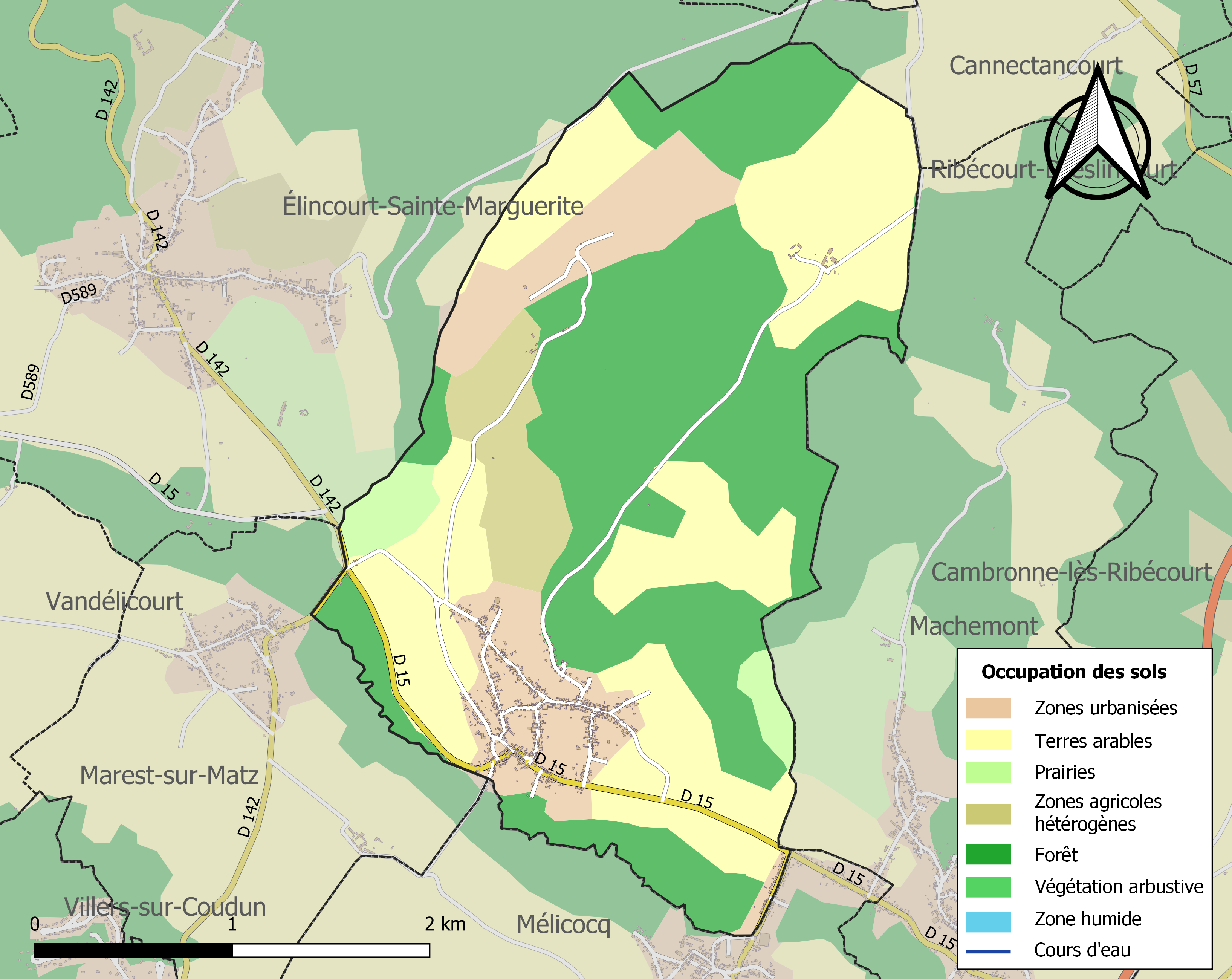
Kaart van de gemeente met belangrijkste infrastructuur, bodemgebruik en omliggende gemeenten

## Demografie
Onderstaande figuur toont het verloop van het inwonertal (bron: INSEE-tellingen).